# ديزي رايت
ديزي رايت (بالإنجليزية: Dizzy Wright)‏ هو رابر أمريكي، ولد في 26 نوفمبر 1990 في فلينت في الولايات المتحدة.

## وصلات خارجية
- الموقع الرسمي
- ديزي رايت على موقع ميوزك برينز (الإنجليزية)
- ديزي رايت على موقع أول ميوزيك (الإنجليزية)
- ديزي رايت على موقع ديسكوغز (الإنجليزية)